# 产品
产品是用以满足人们需求和欲望的有形物体或无形载体。

## 概念

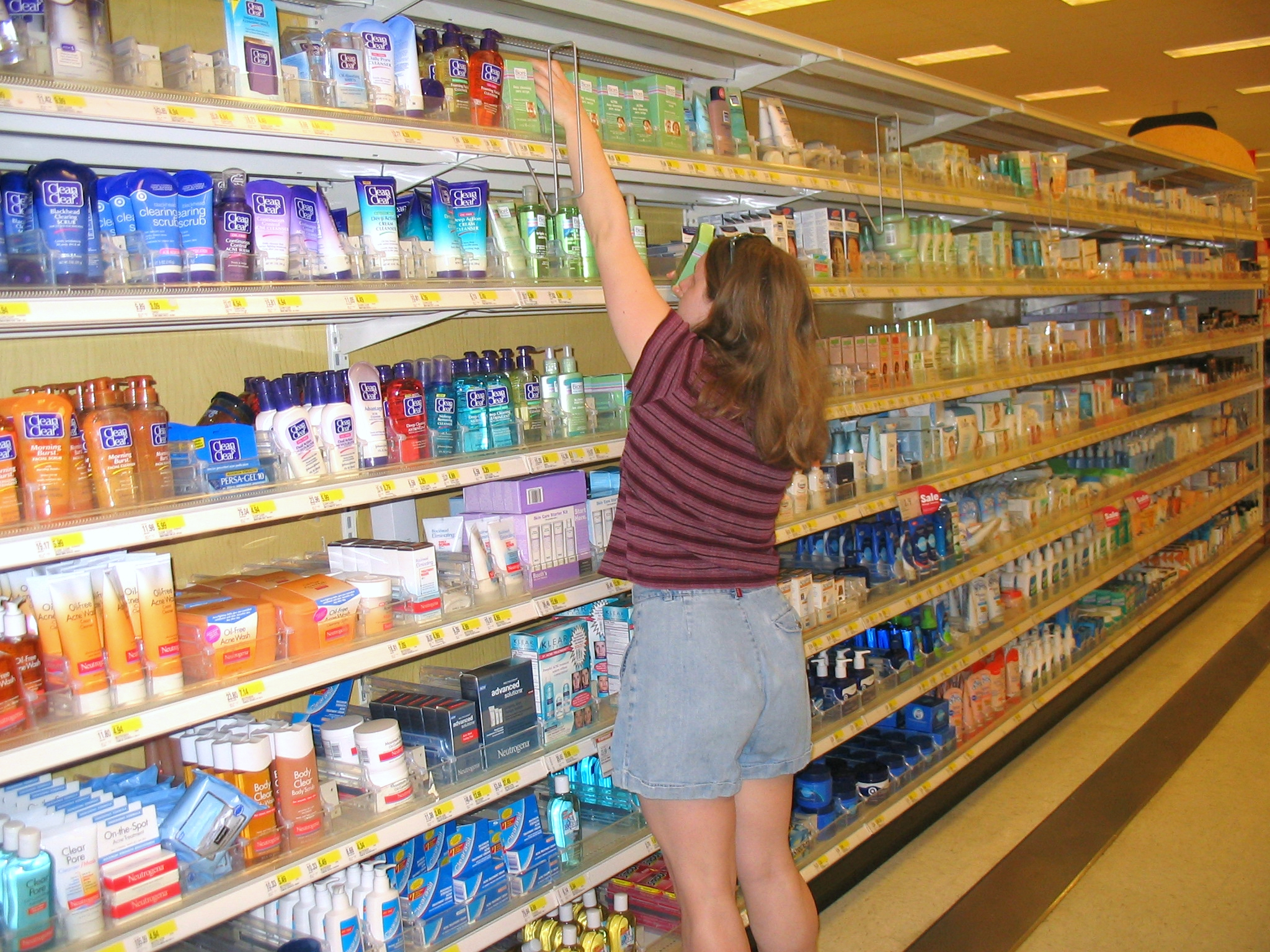
工業革命後的分工思維與「產品」的觀念誕生密不可分，也是商業與市場經濟的基礎單位。

消费者购买的不只是产品的实体，还包括产品的核心利益（即向消费者提供的基本效用和利益）。产品的实体称为一般产品，即产品的基本形式，只有依附于产品实体，产品的核心利益才能实现。期望产品是消费者采购产品时期望的一系列属性和条件。附加产品是产品的第四层次，即产品包含的附加服务和利益。产品的第五层次是潜在产品，潜在产品预示着该产品最终可能的所有增加和改变。

在供應鏈上，上游工廠的產品是下游工廠的生產原料或耗材，例如塑膠粒、紙皮盒、玻璃鏡片、電腦中央處理器、油漆、煤油等。

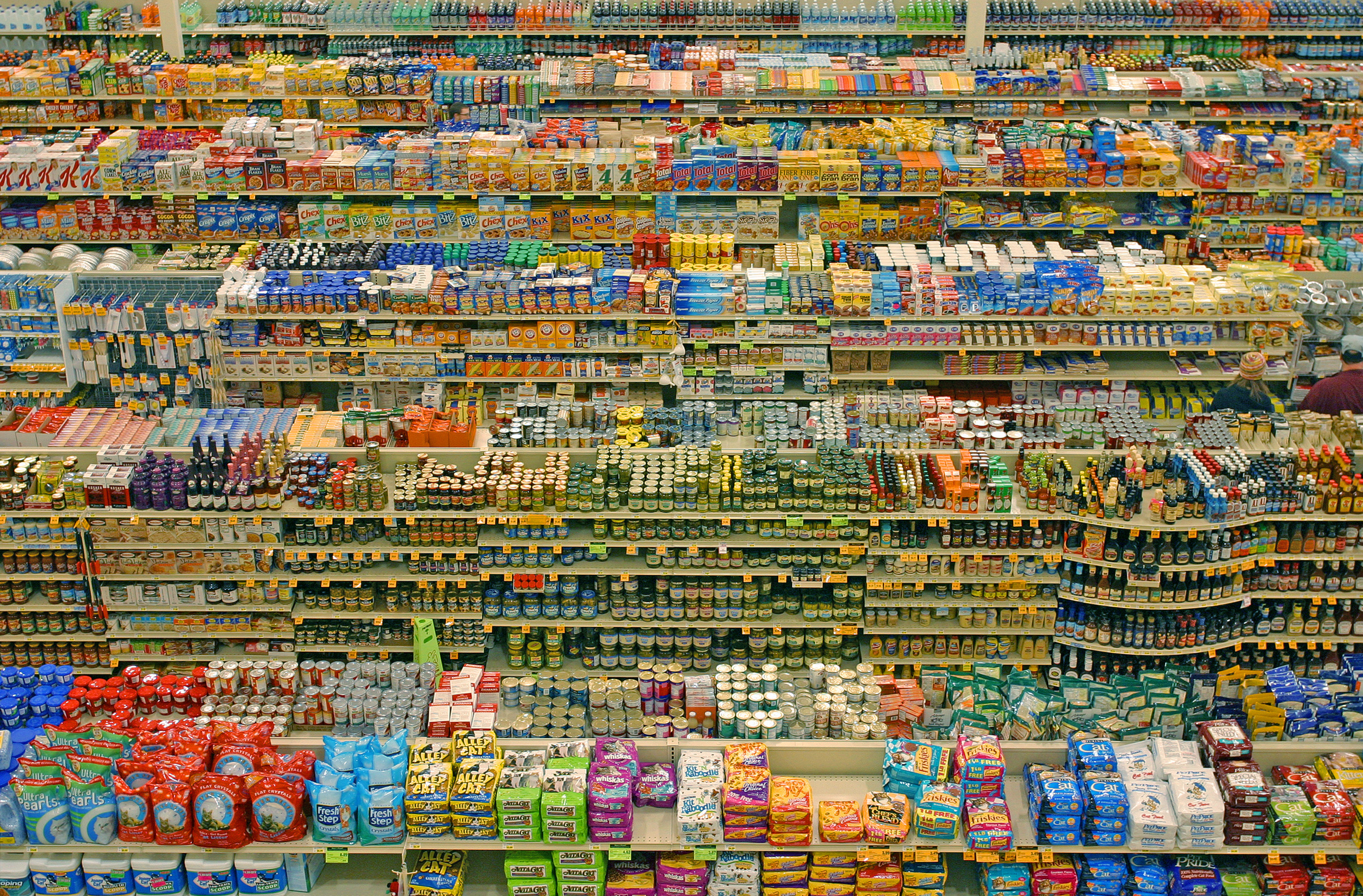
波特蘭的一家Fred Meyer量販的商品架

## 相關概念
- 4P（营销组合）
- 副產品
- 農產品
- 製成品
- 電子產品